# Especificador (sintaxis)
En sintaxis, un especificador es un constituyente de un sintagma adyacente o cercano al núcleo de dicho sintagma que no forma parte de ningún complemento sintáctico de dicho núcleo ni es un adjunto a dicho núcleo. De acuerdo con la teoría de la X', todo sintagma puede tener a lo sumo un especificador; usualmente la mayoría de sintagmas tienen la posición de especificador vacía.

## Discusión
De acuerdo con el enfoque generativista más reciente de la sintaxis un sintagma tiene una única posición de núcleo sintáctico y una única posición de especificador. La estructura de un sintagma de acuerdo con la teoría de la X' se da a continuación. En lo que sigue, la letra X se utiliza para designar algún tipo de núcleo (N = nombre, adjetivo o pronombre; V = verbo, P = preposición,...); el sintagma X (SX) puede descomponerse como sigue: 

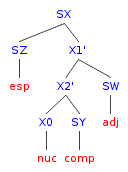
Diagrama del especificador.

- Un núcleo X0 se proyecta al nivel X2' al recibir como modificador a un complemento.
- X2' puede recibir optativamente un adjunto (adj) sin modificar su naturaleza de proyección intermedia para formar X1'.
- X1' se proyecta a SX al recibir como modificador a un especificador.

La estructura anterior se puede escribir también en la notación de claudátors como:
[SX esp [X1' [X2' X0 comp ] adj ] ]
Un ejemplo de sintagma adjetivo con la anterior estructura sería el siguiente:

{\displaystyle [_{SA}\ [_{SAdv}\ {\mbox{mucho menos}}]\ [_{\bar {A}}\ [_{A}\ {\mbox{propenso}}\ [_{SP}\ {\mbox{a las enfermedades}}]]\ [_{SP}\ {\mbox{por falta de defensas}}]]]}

Donde:
{\displaystyle [_{SAdv}\ {\mbox{mucho menos}}]} sería el especificador.
{\displaystyle [_{SP}\ {\mbox{a las enfermedades}}]} sería el complemento.
{\displaystyle [_{SP}\ {\mbox{por falta de defensas}}]} sería un adjunto.
{\displaystyle [_{A}\ {\mbox{propenso}}]} sería el núcleo sintáctico.